# 繁文縟礼

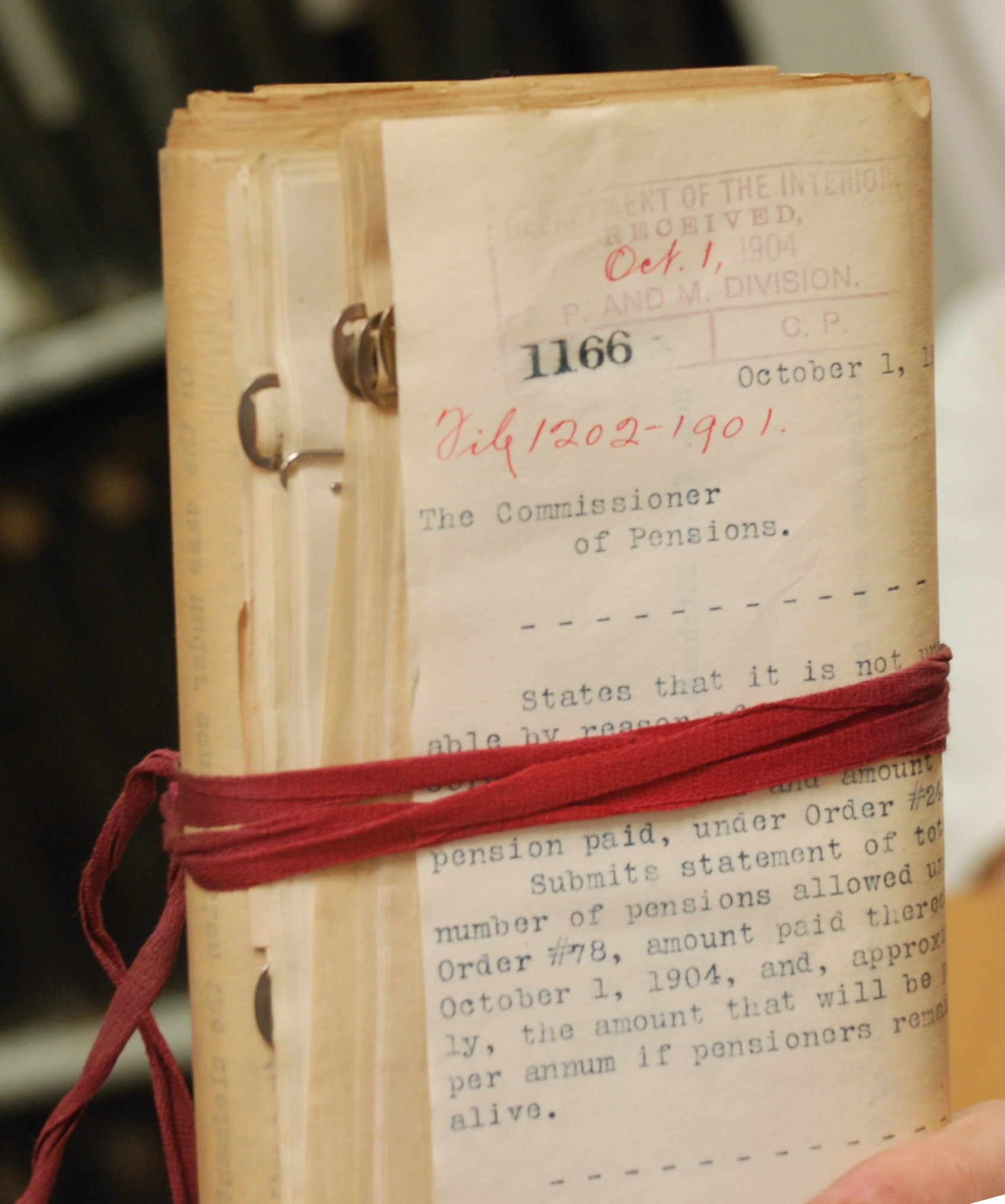
レッドテープ

繁文縟礼（はんぶんじょくれい）とは、規則が細かすぎ、煩雑な手続きが多く、非常に非能率的な状況を指す。膨大な公文書を束ねて保存するために使われる赤い紐が転じて、レッドテープ（英語: red tape）ともいう。

## 概説
アメリカ合衆国の社会学者ロバート・キング・マートンが、官僚制の逆機能の一つとして指摘したものである。本来は、明確な規則と公正な手続きによって事務を処理する合理的なシステムであったものが、その形式的・技術的な側面に縛られることによって、非合理的な傾向を示すようになるというもの。
特に代表的な事例を挙げると、マックス・ヴェーバーが指摘した合理的管理様式である文書主義の逆機能である。会議の議事録、業務上の各種書類、指示・命令を伝達するための命令書など、もともとは業務内容等を文書によって明示し、記録・保管することによって、業務の客観性・正確性を確保するための合理的な手続きである。これらは主業務を円滑に進めていく副業務だが、それが主業務として大きな負担となり、膨大な量の文書を作成し、保管することが目的と化してしまう。さらにそれが進むと、些細なことにも書類の発行を要求されるようになり、業務の遂行の障害となっていくというような状況である。